# Нови божоле
Нови божоле (фр. Beaujolais nouveau) је врло младо црвено вино, које се производи у француској области Божоле од црног грожђа сорте гаме, и пушта у продају одмах након ферментисања. Нови божоле је најпопуларније међу раним винима (фра. vin de primeur), која се праве од јесење бербе и продају пре пролећа (знатно брже но што би било могуће уобичајеним ферментисањем). Треба га разликовати од божоле-вилаж, кри-божоле и других сложених и скупих вина из ове области која се протеже од Лиона до доње Бургундије.
Нови божоле се производи карбонским натапањем, и потом пастеризацијом. За разлику од уобичајеног поступка у којем се зрна грожђа мељу како би се сок и пулпа ослободили из опне, овде највећи део сока ферментише док је још унутар зрна, мада зрна на дну бачве попуштају под тежином осталих и пролазе уобичајено врење. Резултат је вино које је лаганог, воћног и реског укуса и врло мало танина, које се брзо пије, и без сложене структуре коју остала вина добијају старењем. Нови божоле се може пити већ шест недеља након бербе.
Како је прописано и законом, тачно у поноћ трећег четвртка у новембру сваке године, нови божоле се званично пушта у продају и почиње трка како би се вино што пре испоручило широм света. Млада вина нове бербе очекују се у слављеничкој атмосфери са нестрпљењем широм Француске и другде у свету. Прво у бистроима у Лиону, па потом широм Француске по крчмама, винотекама, ресторанима, па у француским амбасадама по свету, ниче натпис Le Beaujolais Nouveau est arrivé! (Нови божоле је стигао!), а велика бурад неретко заврше и на тротоару са све мезетом и грицкалицама, док љубитељи испробавају мирис, укус, боју, квалитет, буке, распитују се одакле је, пореде са осталима и са ранијим бербама, унедоглед расправљају и славе. Најпосебнија велика прослава је у самом Божоу, средишту области Божоле, чије име вино носи. У сатима пред годишње отварање у поноћ тамо се одржавају Sarmentelles, чије се име односи на гране винове лозе (sarments), које се у великим сноповима церемонијално пале као омаж труду виноградара. Испијају се претходне бербе, а затим се тачно у поноћ дословно пробијају огромне бачве, правећи потоке вина за жедне слављенике. А широм света, питање је престижа ко ће први својим муштеријама понудити нову бербу: тако је нови божоле превожен мотоциклима, балонима, камионима, хеликоптерима, Конкордом, слоновима, рикшама.
Нови божоле не трпи стајање и треба га попити, најбоље уз јело, до неколико месеци након производње (по локланом француском обичају до Божића). Млади божоле, који је црвено вино ваљда најближе белом, треба служити благо расхлађен, око 13°C, како би до изражаја дошао воћни карактер. Пунији божоле, пак, је најбољи на око 17°C.
За винаре, економска предност продаје вина пре краја године је значајна, мада оно може бити драстично различитог квалитета. Сваке године се произведе преко 450.000 хектолитара новог божолеа, што представља трећину укупне производње вина ове области. Око пола те количине се извезе, један део чак до Азије; далеко највећи део производи негосијант Жорж Дибеф, неспорни краљ Божолеа, који своје боце вина испоручује са препознатљивим шареним „цветним“ налепницама. Међу другим познатијим произвођачима су Домен Ивон Метра, Жан-Пол Тевене, Луј Жадо. Нови божоле је вино ниске цене, ниског квалитета и од никаквог интереса за енологе, некада пре свега намењено кочијашима, које је сам Дибеф, првобитно као шалу и маркетиншки трик, успео да од локалног феномена Божолеа и Лиона подигне на ниво националне прославе. Његова воћна арома мења се од године до године, неки кажу зависно од бербе и врења, неки пак више од арома које му се додају приликом прављења.
Нема контроверзнијег вина од новог божолеа. Учени љубитељи, сакупљачи вина, сомелијеи са презиром причају о челичним и цементним бачвама у којима оно сазрева, о популистичкој трци по америчким винотекама ко ће купити гајбу „авионског нувоа“ а ко сачекати „бродски“ (око $2 јефтинија боца, недељу дана касније), о „антифриз вину“.
1938. године, уведена су прва правила која су одређивала и ограничавала где се, кад и како ово младо, „брзо вино“ могло точити. Њих је 1951. изменио Еснаф винара Божолеа (Union Interprofessional des Vins de Beaujolais–UIVB) и нови божоле је званично признат. Датум пуштања у продају је 1985. године са 15. новембра измењен на трећи четвртак у новембру и тако везан за викенд.
Тржишни успех новог божолеа довео је до развоја нових primeur вина, прво у другим областима Француске а касније и код других поризвођача вина, на пример у Италији (vino novello). У Сједињеним државама, нови божоле се типично може наћи на празничним трпезама за Дан захвалности, саветодавци за бонтон га препоручују као ”идеалан поклон за домаћицу”, а било је и предмет (2005) рекламне кампање License to Chill вредне 5 милиона долара усмерене ка млађој урбаној популацији, којом се представља као „непретенциозно“ и „кул“.